# Bernsdorf (powiat Budziszyn)
Bernsdorf (górnołuż. Njedźichow, wym. [ˈnʲɛd͡ʑʲixow]) – miasto w Niemczech, w okręgu administracyjnym Drezno, w powiecie Budziszyn na Górnych Łużycach. Do 31 grudnia 2011 miasto było siedzibą wspólnoty administracyjnej Bernsdorf, która dzień później została rozwiązana.
Gmina Wiednitz, która należała do wspólnoty została dnia 1 stycznia 2012 przyłączona do miasta, stając się zarazem jego dzielnicą.

## Nazwa
W alfabetycznym spisie miejscowości na terenie Śląska wydanym w 1830 roku we Wrocławiu przez Johanna Knie miejscowość występuje pod nazwą niemiecką Bernsdorf oraz łużyckiej Niczichhowie.

## Współpraca
Miejscowości partnerskie:
- Le Rœulx, Belgia
- Polla, Włochy
- Quinsac, Francja
- Steinenbronn, Badenia-Wirtembergia